# Liga Profesional de Fútbol Femenino
La Liga Profesional de Fútbol Femenino, abbreviata in LPFF e colloquialmente nota come Liga F, è un'organizzazione associativa sportiva spagnola composta dalle società sportive di calcio femminile coinvolte nell'unico campionato professionistico spagnolo, la Primera División Femenina, per un totale di 16 squadre.
È stata creata nel 2021 e fa parte della Real Federación Española de Fútbol (RFEF), sebbene abbia una propria personalità giuridica e autonomia di funzionamento.
La sua funzione principale, oltre a difendere gli interessi delle società associate, è l'organizzazione della Primera División Femenina, in collaborazione con la federazione spagnola di calcio (RFEF).

## Storia
Dopo molti anni di continue richieste per una possibile professionalizzazione del calcio femminile, la Liga F si è finalmente concretizzata, grazie alle continue richieste dell'Asociación de Clubes de Fútbol Femenino (ACFF), creata dalla Liga de Fútbol Profesional (LFP), che attualmente è un organo della LPFF.
Attualmente, le relazioni tra LFP (calcio maschile), LNFS (calcio a 5) e LPFF (calcio femminile) stanno attraversando un brutto periodo con la RFEF, per questioni come la gestione del calendario e l'organizzazione dei campionati di calcio a 5 e calcio femminile.
In seguito è stato raggiunto un accordo con LFP per cui rimarrà come agente commerciale e cercherà un nome commerciale per la competizione e venderà le licenze commerciali della competizione. Successivamente, il 6 settembre 2022 è stata presentata la nuova immagine grafica e il sito web della Liga Profesional de Fútbol Femenino.